# الرهبنة البندكتية
نظام القديس بنديكت (باللاتينية: Ordo Sancti Benedicti) هو نظام ديني كاثوليكي من مجتمعات رهبانية مستقلة تحترم دور القديس بنديكت. ضمن النظام، يحافظ كل مجتمع فردي (والذي قد يكون ديراً أو كنيسة) على استقلاليته الخاصة، بينما توجد المنظمة ككل لتمثيل مصالحها المتبادلة.
كتب بندكت النيرسي كتاب الحكمة الرهبانية، والذي أصبح نموذجا لتنظيم الأديرة في جميع أنحاء أوروبا. هذه الاديرة الجديدة حافظت على الحرف التقليدية والمهارات الفنية وحافظت أيضًا على الثقافة الفكرية والمخطوطات القديمة داخل مدارسها ومكتباتها. فضلًا عن توفير حياة روحية لرهبانها، كانت الاديرة أيضًا مركز إنتاج زراعي واقتصادي، لا سيما في المناطق النائية، وأصبحت الاديرة إحدى القنوات الرئيسية للحضارة.
و تعتبر رهبنة سيدة جبل الزيتون (وتعرف اختصارًا بالزيتونية)، التي تأسست في 13 مارس 1319 وأقرها البابا كليمنت السادس في 21 يناير 1344، فرعًا من فروع الرهبنة البندكتية ويتميزون بلبس الإسكيم الأبيض.
البينديكتيون، يُعرفون رسميًا بنظام القديس بنديكت، هم نظام ديني رهباني للكنيسة الكاثوليكية في أعقاب حكم القديس بنديكت. يُطلق عليهم أحيانًا اسم الرهبان السود، في إشارة إلى لون عاداتهم الدينية. أسسها بنديكت نورسيا، راهب من القرن السادس وضع أسس الرهبنة البينديكتية من خلال صياغة حكمه للقديس بنديكت.
على الرغم من أن البينديكتيين يطلق عليهم نظامًا، إلا أنهم لا يعملون تحت تسلسل هرمي واحد، بل يُنظمون بدلًا من ذلك كمجموعة من الأديرة المستقلة. يمثل النظام دوليًا الكونفدرالية البينديكتية، وهي منظمة تأسست عام 1893 لتمثيل المصالح المشتركة للنظام. ليس لديهم رئيس عام أو مقر أم له سلطة عالمية، لكنهم ينتخبون رئيس دير لتمثيل أنفسهم للفاتيكان والعالم.

## التطور التاريخي
كان الدير في سوبياكو في إيطاليا، الذي أنشأه بنديكت نورسيا عام 529، الأول من بين عشرات الأديرة التي أسسها. أسس فيما بعد دير مونتي كاسينو. ومع ذلك، لا يوجد دليل على أنه كان ينوي تأسيس نظام، وتفترض قاعدة القديس بنديكتوس مسبقًا استقلالية كل مجتمع. عندما أقال اللومبارديون مونتي كاسينو حوالي عام 580، فر الرهبان إلى روما، ويبدو من المحتمل أن هذا شكل عاملًا مهمًا في انتشار معرفة الرهبنة البينديكتية.
نجت نسخ من حِكِم بنديكت؛ حوالي 594 البابا غريغوري تحدثت بشكل إيجابي عن ذلك. عُثر على القاعدة في وقت لاحق في بعض الأديرة في جنوب بلاد الغال جنبًا إلى جنب مع القواعد الأخرى المستخدمة من قبل رئيس الدير. يقول غريغوري من تورز إن الرهبان في دير عيناي، في القرن السادس عشر، اتبعوا قواعد باسيل وكاسيان وقيصاريوس وآباء آخرين، وأخذوا واستخدموا كل ما يبدو مناسبًا لظروف الزمان والمكان، ولا شك في نفس الشيء كانت الحرية مع القاعدة البينديكتية عندما وصلت إليهم. في بلاد الغال وسويسرا، استكملت تدريجيًا القاعدة الأيرلندية أو السلتية الأكثر صرامة التي قدمها كولومبانوس وآخرون. في العديد من الأديرة، حلت في النهاية محل الرموز السابقة بالكامل.
ومع ذلك، بحلول القرن التاسع، أصبح البينديكتيين الشكل القياسي للحياة الرهبانية في جميع أنحاء أوروبا الغربية، باستثناء اسكتلندا وويلز وأيرلندا، حيث ظل الاحتفال السلتي سائدًا لقرن أو قرنين آخرين. إلى حد كبير من خلال أعمال بنديكت أنيان، أصبحت القاعدة المفضلة للأديرة في جميع أنحاء الإمبراطورية الكارولنجية.
ازدهرت النصوص الرهبانية من القرن التاسع حتى القرن الثاني عشر. كان الكتاب المقدس دائمًا في قلب كل كتاب رهباني. كقاعدة عامة، جعل الرهبان الذين يمتلكون المهارة ككتّاب هذا الراهب رئيسًا لهم، إن لم يكن الكتابة عمله الوحيد. يتحدث كاتب مجهول من القرن التاسع أو العاشر عن ست ساعات في اليوم باعتبارها المهمة المعتادة للناسخ، والتي ستستغرق تقريبًا كل الوقت المتاح للعمل النشط في يوم راهب القرون الوسطى.
غالبًا ما أسِست الأديرة في العصور الوسطى من قبل النبلاء. تأسس دير كلوني على يد ويليام الأول، دوق آكيتاين عام 910. وقد اشتهر الدير بالتزامه الصارم بقاعدة القديس بنديكت. كان رئيس دير كلوني رئيسًا لجميع بيوت البنات، من خلال تعيينات معينة.
كان أحد أوائل الإصلاحات لممارسة البينديكتيين هو ذلك الذي بدأه روموالد في عام 980، الذي أسس مجتمع كامالدويسي. تفرّع السيسترسيون عن البينديكتيين عام 1098؛ وغالبًا ما يطلق عليهم الرهبان البيض.
بدأت هيمنة أسلوب الحياة الرهبانية البينديكتية في التراجع مع نهاية القرن الثاني عشر، الذي شهد صعود الفرنسيسكان والدومينيكان. أخذ البينديكتيون القسم الرابع من الاستقرار، الذي أعلن الولاء لمؤسسة معينة. وبسبب عدم التزامهم بالموقع، كان المتسولون أكثر قدرة على الاستجابة لبيئة حضرية بشكل متزايد. وقد تفاقم هذا التراجع بسبب ممارسة تعيين رئيس دير، شخص عادي، يعينه أحد النبلاء للإشراف على ممتلكات الدير وحمايتها. ومع ذلك، أدى ذلك في كثير من الأحيان إلى الاستيلاء على أصول الأديرة على حساب المجتمع الذي كانت تهدف إلى دعمه.

### إنجلترا
تعتبر الكنيسة البينديكتية الإنجليزية هي الأقدم من بين تسعة عشر تجمعًا للبينديكتيين. من خلال تأثير ويلفريد، بنديكت بيسكوب، ودونستان، انتشرت القاعدة البينديكتية بسرعة، وفي الشمال تبنتها في معظم الأديرة التي أسسها المبشرون السلتيون من إيونا. تأسست العديد من الكراسي الأسقفية في إنجلترا وحكمها البينديكتيين، وما لا يقل عن تسعة من الكاتدرائيات القديمة خدمها الرهبان السود من القبائل الملحقة بهم. كانت الأديرة بمثابة مستشفيات وأماكن لإيواء الضعفاء والمشردين. درس الرهبان الخصائص العلاجية للنباتات والمعادن للتخفيف من معاناة المرضى.
خلال الإصلاح الإنجليزي، حُلّت جميع الأديرة وصادر التاج أراضيها، ما أجبر الأعضاء على الفرار إلى المنفى في القارة. خلال القرن التاسع عشر تمكنوا من العودة إلى إنجلترا.
بُني دير سانت ميلدريد، على جزيرة ثانيت، كينت، في عام 1027 في موقع دير تأسست عام 670 على يد ابنة الملك المسيحي الأول لكينت. الدير حاليًا هو موطن لمجتمع من الراهبات البينديكتيات. خمسة من أبرز الأديرة الإنجليزية هي كنيسة القديس غريغوري الكبير في أسفل الجانب، والمعروفة باسم دير داونسايد، ودير سان إيدموند، والملك والشهيد المعروف باسم دير دواي في ولهامبتون العليا، ريدينغ، بيركشاير، دير إيلينغ في إيلينغ، وغرب لندن، دير ورث. أعيد دير برينكناش، الذي استخدمه هنري الثامن كنزل للصيد، رسميًا إلى البينديكتين بعد أربعمائة عام، في عام 1928. خلال السنوات القليلة التالية، استُخدم ما يسمى برينكناش بارك كمنزل حتى أعيد إلى النظام.
تأسس دير سانت لورانس في أمبلفورث، يوركشاير في عام 1802. في عام 1955، أنشأت أمبلفورث منزلًا ملحقًا، ديرًا في سانت لويس بولاية ميسوري، والذي استقل في عام 1973 وأصبح دير سانت لويس في حد ذاته في عام 1989.
اعتبارًا من عام 2015، يتكون المجمع الإنجليزي من ثلاثة أديرة للراهبات وعشرة أديرة للرهبان. عُثر على أعضاء المصلين في إنجلترا وويلز والولايات المتحدة الأمريكية وبيرو وزيمبابوي.
يوجد في إنجلترا أيضًا منازل مجمع فارنبوره وبرينكناش وشيلورث وكوار وسانت سيسيليا على جزيرة وايت، بالإضافة إلى دير أبرشي يتبع حكم القديس بنديكت: مجتمع سيدة غلاستونبري.
منذ حركة أكسفورد، كان هناك أيضًا ازدهار متواضع للرهبنة البينديكتية في الكنيسة الأنجليكانية والكنائس البروتستانتية. يُدعى الآباء الأنجليكانية البينديكتيين ضيوفًا على رئيس الدير البينديكتي في روما في تجمعات أباتيال في سانت أنسيلمو. هناك ما يقدر بـ 2400 متدين أنجليكاني عازب (1.080 رجلًا و1320 امرأة) في الطائفة الأنجليكانية ككل، وقد تبنى البعض منهم حكم القديس بنديكت.
في عام 1168 حرض الرهبان البينديكتيين المحليين على تشهير الدم المعادي للسامية لهارولد غلوستر كنموذج لشرح الوفيات اللاحقة. وفقًا للمؤرخ جو هيلابي، كان تشهير هارولد بالدم مهمًا للغاية لأنه لأول مرة رُبط موت طفل غير مفسر بالقرب من عيد الفصح بشكل تعسفي من قبل رجال الكنيسة المسيحيين المحليين باليهود في المنطقة المجاورة: في غضون ثلاث سنوات، وُجهت أول تهمة قتل طقوسي في فرنسا.

## اقرأ أيضاً
- دير أوتوبويرن
- سيسترسية
- منزل بورلي ريكتوري